# هانز رودولف جايجر

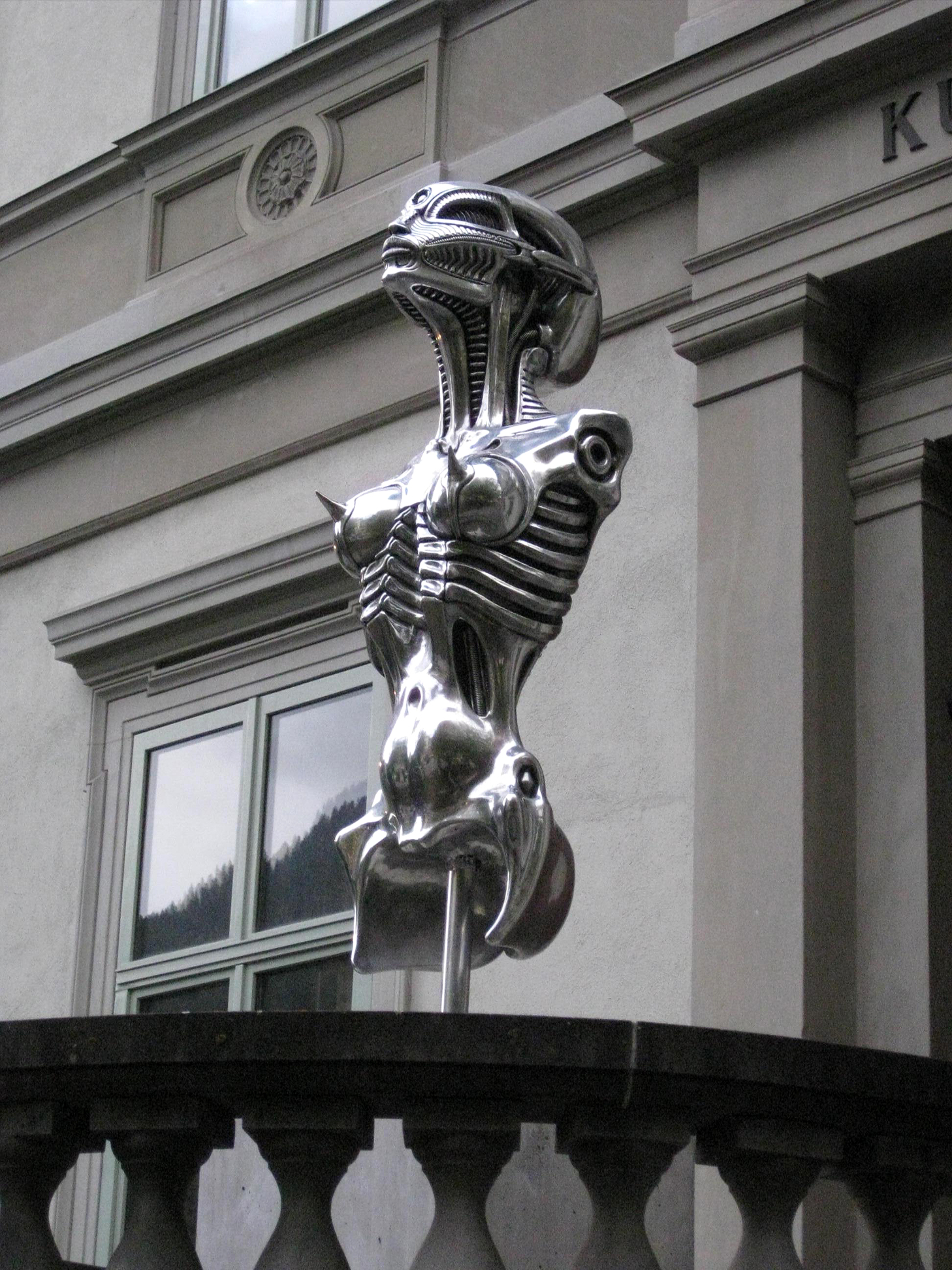
هانز جيجر، جذع أنثى، 2009 - سويسرا، غراوبوندن، خور، متحف الفن

هانز رودي جيجر، الاسم الفني هانز رودولف جيجر (12 مايو 2014 شور، 5 فبراير 1940) كان رسام ونحات ومصمم سويسري، أعماله ذات طابع سريالي ورمزي، وفنان في مجال المؤثرات السينمائية. عمل لسنوات عديدة في مجال التصميم والاظهار الجرافيكي، وبسبب أصالة أعماله وتأثيرها العاطفي القوي ساهم بتصميم مخلوقات الفيلم ألين (Alien)، الذي حصل فيما بعد على جائزة أوسكار لأفضل مؤثرات سينمائية في عام 1980.

## وصلات خارجية
- هانز رودولف جيجر على موقع IMDb (الإنجليزية)
- هانز رودولف جيجر على موقع روتن توميتوز (الإنجليزية)
- هانز رودولف جيجر على موقع مونزينجر (الألمانية)
- هانز رودولف جيجر على موقع ألو سيني (الفرنسية)
- هانز رودولف جيجر على موقع ميوزك برينز (الإنجليزية)
- هانز رودولف جيجر على موقع أول موفي (الإنجليزية)
- هانز رودولف جيجر على موقع قاعدة بيانات الأفلام السويدية (السويدية)
- هانز رودولف جيجر على موقع إن إن دي بي (الإنجليزية)
- هانز رودولف جيجر على موقع ديسكوغز (الإنجليزية)
- هانز رودولف جيجر على موقع قاعدة بيانات الفيلم (الإنجليزية)

هانز رودولف جايجر  على قاعدة بيانات الخيال التأملي على الإنترنت